# Synaphea reticulata
Synaphea reticulata är en tvåhjärtbladig växtart som först beskrevs av James Edward Smith, och fick sitt nu gällande namn av George Claridge Druce. Synaphea reticulata ingår i släktet Synaphea och familjen Proteaceae. Inga underarter finns listade i Catalogue of Life.